# Lake Alexandrina (South Australia)
Der Lake Alexandrina ist ein See im Süden des australischen Bundesstaates South Australia. Er liegt ca. 100 km südöstlich von Adelaide und ist mit dem Indischen Ozean verbunden.
Der Lake Alexandrina liegt nördlich der Encounter Bay und östlich der Halbinsel Fleurieu. Der Murray River ist der größte Fluss, der in den See fließt. Daneben gibt es den Bremer River, den Angas River und den Finniss River. All diese Flüsse entspringen an den Osthängen der südlichen Mount Lofty Ranges. Der See ist seicht und an seinem Südwestende gibt es viele Inseln.
Bei der Stadt Goolwa ist der Lake Alexandrina mit dem Ozean verbunden; diese Stelle wird als Murray-Mündung bezeichnet. Bei geringer Wasserführung der Flüsse ist diese Verbindung allerdings mit einer Sandbank verschlossen. Früher drückten die Flut und Südweststürme Meerwasser in den See. Heute allerdings bleibt nur Süßwasser im Lake Alexandrina, weil eine Reihe von Flutwehren, die Goolwa Barrages, zwischen den Inseln an der Murray-Mündung eingebaut wurden. So benötigt der See einen jährlichen Zustrom von mindestens 1 Mrd. m³ Wasser, um die Verdunstungsverluste auszugleichen.
Obwohl der See mit dem Meer verbunden war, mischten sich Süß- und Salzwasser fast nicht; 95 % der Zeit enthielt er nur Süßwasser. Der Zustrom von Salzwasser aus dem Meer führte nur zu geringer Quer- und Längsvermischung. Hindmarsh Island (östlich von Goolwa) gilt als größte Insel der Welt mit Süßwasser auf der einen und Salzwasser auf der anderen Seite. Durch einen kleinen Kanal ist der Lake Alexandrina an der Südostseite mit dem kleineren Lake Albert verbunden.
Der See wurde nach der nachmaligen Königin Victoria, Nichte und Nachfolgerin von König Wilhelm IV., die in ihrer Jugend Prinzessin Alexandrina hieß, benannt. Nach der Krönung Victorias gab es einige Stimmen, die die Umbenennung des Sees in Lake Victoria vorschlugen, aber diese Idee konnte sich nicht durchsetzen.
In den Mythen der Aborigines ist der See von einem Monster namens Muldjewangk bewohnt.
Der Lake Alexandrina bietet etlichen Wasservögeln Lebensraum, darunter auch einigen Zugvogelarten aus der nördlichen Hemisphäre. Pelikane, schwarze Schwäne und eine Reihe anderer Vögel leben von den Insekten, den Pflanzen und dem Wasser des Sees. Z. B. sind dies Zaunkönige, Gartenfächerschwänze, Schwalben und Raben. Greifvögel, wie Adler und Habichte, kann man oft über dem Wasser und den angrenzenden Uferbereichen beobachten. Schildkröten leben im See, Eidechsen und Schlangen finden sich am Ufer.
Vorkommende Insektenarten sind Libellen, eine Reihe von Motten und Schmetterlingen und eine große Zahl von Käfern. Im See gibt es auch Süßwasserfische, wie den Karpfen. Die Erden um den See sind arm an organischen Kohlenstoffverbindungen, aber die Gerste und andere Getreidearten wachsen dort gut. Trockene Böden gibt es an den Südostufern des Lake Albert und in bestimmten Gebieten um den Lake Alexandrina.
2008 sanken die Wasserstände im Lake Alexandrina und im Lake Albert so weit ab, dass sich große Mengen an schwefelsauren Erden bildeten. Die Erden am Seegrund sind üblicherweise reich an natürlichem Eisensulfid. Wenn sie der Luftzufuhr ausgesetzt sind, wie das in großen Dürreperioden geschehen kann, werden die Sulfide oxidiert und es bildet sich Schwefelsäure. Heute verhindern die Flutwehre ein Eindringen von Meerwasser, das diesen Prozess bisher in jeder Dürreperiode seit der Eiszeit gestoppt hat. Man hat den Bau eines Wehrs bei Pomanda Island zum Schutz der Trinkwasserversorgungen flussaufwärts vorgeschlagen, für den Fall, dass es notwendig werden sollte, die Flutwehre zu öffnen.
Der Journalist Edward Wilson, der den See in den 1850er-Jahren besuchte, beschrieb ihn, wie folgt:

„Der Lake Alexandrina ist der schönste Süßwassersee, den ich je gesehen habe. Er sah wirklich so wunderbar aus, als eine steife Brise aufkam, die Wellen hervorbrachte, die einen seekrank machen konnten, sodass ich fast nicht glauben konnte, dass es sich um eine Süßwassersee handelte. Genau dies ist aber der Fall. Er ist vierzig oder fünfzig Meilen lang, um die zwölf oder fünfzehn Meilen breit und seine Ufer verschwanden in der Ferne, bis sie ganz und gar unsichtbar wurden, in der Art, wie wir es nur vom Meer kennen. Der See wird fast gänzlich vom Murray gespeist und bleibt so der sumpfige Tümpel, von dem ich gesprochen habe, und das lenkt leider von den sonst herrlichen Erscheinungen dieser wundervollen Wasserfläche ab.“